# Herniaria canariensis
Herniaria canariensis är en nejlikväxtart som beskrevs av Mohammad Nazeer Chaudhri. Herniaria canariensis ingår i släktet knytlingar, och familjen nejlikväxter. Inga underarter finns listade i Catalogue of Life.